# 휘슬! 의 등장인물 목록
다음은 휘슬!의 등장인물 목록이다.

## 사쿠라 죠우스이 중학교
카자마프리 쇼우
성우 - 미나코 코무카이
본 애니메이션의 주인공. 무사시노모리 학원에서 키가 작다는 이유로 3군에 계속 남아있게 되자 이 상태로는 축구를 하지 못한다고 생각하여 자진해서 사쿠라 죠우스이로 전학을 오게 된다.
미즈노 타츠야
성우 - 타케시 마에다
사쿠라 죠우스이 축구부 2학년 학생. 명문 무사시노모리 축구부에서 1군에 합격하지만 무사시노모리에 가지 않고 사쿠라 죠우스이 중학교로 오게 된다.
사토우 시게키
성우 - 히데노부 키우치
사쿠라 죠우스이 축구부 2학년 학생. 쇼우를 '포치'라고 부르고 있다. 
후와 다이치
성우 - 코헤이 키야스
사쿠라 죠우스이 축구부 2학년 학생. 쇼우와의 만남을 계기로 축구부에 들어오게 된다. 